# José Freire Falcão
Pour les articles homonymes, voir Falcao.
José Freire Falcão, né le 23 octobre 1925 à Ererê au Brésil et mort le 26 septembre 2021 à Brasilia, est un  cardinal brésilien, archevêque émérite de Brasilia à partir de 2004.

## Biographie

### Prêtre
Après avoir suivi sa formation au séminaire de Prainha, José Freire Falcão a été ordonné prêtre le 19 juin 1949 pour le diocèse de Limoeiro do Norte (Brésil).
Il a consacré son ministère sacerdotal entre des charges paroissiales, et l'enseignement dans des écoles et petits séminaires.

### Évêque
Nommé évêque coadjuteur de Limoeiro do Norte au Brésil le 24 avril 1967, il est consacré le 17 juin suivant et en devient évêque titulaire deux mois plus tard, le 19 août.
Il est ensuite nommé archevêque de Teresina le 25 novembre 1971, puis archevêque de Brasilia le 15 février 1984. Il se retire de cette charge à 78 ans, le 28 janvier 2004.

### Cardinal
Il est créé cardinal par le pape Jean-Paul II lors du consistoire du 28 juin 1988 avec le titre de cardinal-prêtre de S. Luca a Via Prenestina.
Il participe à l'élection de Benoît XVI lors du conclave d'avril 2005. Six mois plus tard, il perd sa qualité d'électeur le jour de ses 80 ans, le 23 octobre 2005, ce qui l'empêche de prendre part aux votes du conclave de 2013 (élection de François).
Il meurt le 26 septembre 2021 à l'âge de 95 ans.